# 馬赫諾夫卡 (庫爾斯克州)
马赫诺夫卡（羅馬化：Makhnovka）是俄羅斯库尔斯克州蘇賈區的一个村庄。马赫诺夫斯基村议会的行政中心。2010年人口1100。2024年一度由烏克蘭武裝部隊控制。

## 地理
该村坐落于蘇賈河及其支流斯梅爾季察河畔、俄乌边境11公里、州府库尔斯克西南88公里以及区中心蘇賈东南3公里處。

## 景点
- 先知、先驱和施洗约翰教堂（1871年建[2]；Церковь Пророка, Предтечи и Крестителя Иоанна）